# Ґжибовиці (Великопольське воєводство)
Ґжибовиці (пол. Grzybowice, нім. Steinrode) — село в Польщі, у гміні Скоки Вонґровецького повіту Великопольського воєводства.
У 1975-1998 роках село належало до Познанського воєводства.